# Donáth Kató
Donáth Kató, nemes nagyajtai, teleki és pálosi Donáth Katalin Zsuzsanna (Budapest, 1899. július 27. – 1980) színésznő.

## Életútja
Nagyajtai Donáth Lajos zeneszerző, karmester és Somogyi Aranka leánya. 1923 szeptemberében lépett a színi pályára. 1933-tól a Kamara Színház tagja volt, 1941-ben került vitéz Bánky Róbert cseretársulatához. Filmen is szerepelt, ahol kisebb epizódszerepekben tűnt fel. Első férje a nála 27 évvel idősebb Nagy Móric terménykereskedő volt, akivel 1926. február 1-jén Budapesten kötött házasságot. Ezután Szegő Miklós faipari vállalat igazgató neje lett, tőle született Vilmos fia. Harmadikként Miskey József színész, színházigazgatóval kötött házasságot.

## Filmszerepei
- Keresztúton (1942) – irattáros a bankban
- Kölcsönadott élet (1943) – Teri néni, Horváth Marietta szomszédja
- A Benedek–ház (1943) – Zsófi néni, a ház gondozója